# 罗曾达尔
罗曾达尔（Rozendaal）是荷蘭的一個市镇，位於荷蘭東部，屬於海爾德蘭省，以罗曾达尔城堡而著稱。這個市鎮也是荷蘭本土人口密度最低的市鎮。

## 外部連結
- 维基共享资源上的相關多媒體資源：罗曾达尔
- Official website （页面存档备份，存于） (in Dutch)